# Synagogue de Weinheim (1906-1938)

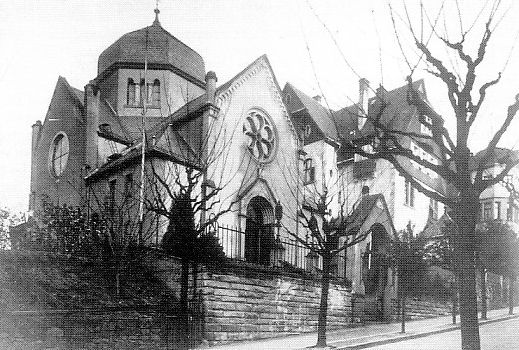
La synagogue de Weinheim.

La synagogue de Weinheim a été construite en 1906 et comme la majorité des synagogues en Allemagne, elle sera détruite par les nazis en 1938 lors de la nuit de Cristal.
Weinheim est une ville de l'arrondissement de Rhin-Neckar, dans le district de Karlsruhe, au nord-ouest  du Land de Bade-Wurtemberg.  Elle se situe à une vingtaine de kilomètres au nord de Heidelberg et à la même distance au  nord-ouest de Mannheim. Elle compte actuellement un peu moins de 45 000 habitants.

## Histoire de la communauté juive

### Au Moyen Âge
Une communauté juive existe depuis le Moyen Âge à Weinheim, qui jusqu'au début du XIXe siècle fait partie du Palatinat du Rhin. Des Juifs sont mentionnés dans la ville en 1228 dans le Memorbuch de Nuremberg, ainsi qu'en 1391. Le 20 septembre 1298 les hordes du pauvre chevalier (ou boucher) franconien Rintfleisch attaquent la communauté et massacrent 79 Juifs sous l'accusation de profanation d'une hostie. Les survivants se réorganisent, mais cinquante ans plus tard, en 1348-1349, lors de la peste noire qui ravage l'ensemble de l'Europe, la petite communauté juive de Weinheim, comme de nombreuses autres communautés d'Allemagne, est anéantie, cette fois sous le prétexte d'empoisonnement des puits.

### DuXVIIeauXIXesiècle
Plusieurs livres historiques indiquent que de 1400 à 1650, la ville de Weinheim est Judenfrei (vide de Juifs): ce n'est pas totalement exact, car s'il n'y a pas eu de communauté juive, des documents signalent la présence de familles juives individuelles. Les ordres d'expulsion du Palatinat vont se succéder de façon rapprochée, rendant la vie juive potentiellement impossible. Beaucoup de Juifs émigrent alors vers l'est et trouvent refuge dans les nouveaux centres urbains du sud et de l'ouest de la Russie.
Une nouvelle communauté ne s'établit qu'au XVIIe siècle. Pendant la guerre de Trente Ans (1618-1648), les commerçants juifs peuvent exercer à Weinheim, mais ne peuvent y résider. En 1649, l'électeur Charles-Louis autorise l'installation à Weinheim d'une famille juive. Après la guerre, l'électeur adopte une politique fortement mercantile, afin de compenser les pertes civiles et favoriser la reconstruction du pays. Bien que les Juifs ne soient pas à l'époque les bienvenus, il a besoin d'eux, pour percevoir d'eux des impôts et le Schutzgeld (argent de protection). Il autorise donc les familles Meyer. Mardochée, Abraham et Wolf à s'installer. Ce sont ces quatre familles, et leurs descendants qui jusqu'au milieu du XVIIIe siècle formeront le cœur de la communauté juive de Weinheim. D'autres familles vont bientôt les rejoindre et à la fin du XVIIe siècle, on compte déjà 16 familles juives installée à Weinheim.
Le 10 décembre 1666, le fils de la famille Mayer meurt de la peste. Son père demande au conseil municipal un lieu pour son inhumation. Un terrain est offert sur le Wüstberg, qui de nos jours est toujours appelé le Judenbuckel (Colline aux Juifs).
Dans le courant du XVIIIe siècle, le nombre de Juifs diminue, avec seulement 10 familles en 1722 et 12 en 1743. Ils vivent principalement du négoce de bétail ou du commerce de friperie, ou sont bouchers. Entre 1680 et 1690, le responsable de la communauté, Mayer Oppenheim et son fils décident de faire construire une synagogue dans la Hauptstraße (actuellement au 143 Hauptstraße) en grande partie sur ses propres deniers, le solde par des dons de la communauté. On connait ainsi l'estimation du patrimoine de chaque famille juive à partir 1662 et ceci sur une base régulière. Depuis 1721, ces questionnaires d'enquête sont conservés dans les Archives. Ces listes permettent de déterminer les biens possédés, les impôts payés et aussi la résidence de chaque famille juive. À Weinheim, il n'y a pas de quartier juif à proprement parler. Les familles habitent le long de la Hauptstraße, la principale rue commerçante de la ville.
Durant tout le XVIIIe siècle, la population juive reste à peu près stable, les installations en ville étant compensées par les départs.
Au contraire, au XIXe siècle, le nombre d'habitants juifs progresse rapidement. On passe de 8 familles juives en 1800 à 54 Juifs en 1825, soit 1,2 % du nombre total d'habitants de 4 693; à 129 Juifs, soit 1,9 % des 6 723 habitants en 1875; puis 155 soit 1,4 % des 11 167 habitants en 1900. Le maximum est atteint en 1910 avec 188 Juifs soit 1,3 % de la population totale de 14 170 habitants.
La communauté juive possède une synagogue, une école religieuse et un Mikvé (bain rituel). Les morts de la communauté sont enterrés au cimetière juif de Hemsbach, ville distante de seulement quatre kilomètres. La communauté embauche un enseignant qui sert en même temps de Hazzan (chantre) et de shohet (abatteur rituel). Elkan Schreiber occupe ce poste pendant quarante ans, de 1852 à 1892 et a beaucoup influencé la communauté. Au XXe siècle, le Hazzan Marx Maier fonde le chœur de la synagogue en 1904 et l'association de musique de chambre de Weinheim en 1918.
La communauté de Weinheim est rattachée depuis 1827 au rabbinat de Heidelberg.

### LeXXesiècleet l'anéantissement de la communauté
Pendant la Première Guerre mondiale, la communauté juive perd cinq de ses membres, tombés au champ d'honneur. Leurs noms figurent sur la plaque commémorative des morts pour la patrie, située sur la Bahnhofstraße. Deux autres hommes, originaires de Weinheim, mais résidant dans une autre ville sont aussi tués.
En 1924, la communauté compte 160 membres. Les présidents de la communauté sont le  Dr Moritz Pfälzer, David Benjamin et Jakob Bloch. L'enseignant principal et Hazzan est Marx Maier. Il donne des cours d'instruction religieuse à 45 enfants inscrits à l'école publique. En 1931-1932, il n'y aura plus que 22 élèves. La communauté dispose de plusieurs associations caritatives et sociales: la Bruderverein (Chewrah) Bikkur Cholim (association de soutien aux malades et d'aide aux obsèques) fondée en 1868; la Synagogenchorverein (association du chœur de la synagogue); un Jüdischer Frauenbund (union des femmes juives) fondée en 1928 dans le but d'aider les familles dans le besoin; un Jüdischer Jugendbund (union de la jeunesse juive); une association Kamaraden.
En 1932, la communauté est dirigée par le Dr Moritz Pfälzer, premier président et par Jakob Bloch et David Benjamin, présidents adjoints. La communauté est représentée par Max Hirsch et par  Isak Weil.
Jusqu'en 1933, un grand nombre de familles juives possèdent des commerces ou des établissements industriels, principalement dans le textile et l'habillement. L'usine de cuir Sigmund Hirsch, propriété d'Artur Hirsch, de Julius Hirsch et de Max Hirsch, est la plus grande tannerie de peaux de cheval d'Allemagne et emploie plus de 400 ouvriers. Sigmund Hirsch arrive en 1868 à Weinheim et crée son entreprise dans le quartier des tanneurs Geberbach. En 1900, il agrandit son entreprise avec l'usine Kapellenäcker. C'est la seconde plus grosse entreprise de Weinheim. À sa mort en 1908, ses fils reprennent l'affaire. Celle-ci sera liquidée en 1938 par les nazis et les Hirsch émigreront en 1939 aux États-Unis. 
Dès le début du XXe siècle, l'antisémitisme qui semblait avoir été vaincu, refait son apparition:
En 1919, la propagande antisémite commence à refleurir:
« À la fin d'une réunion du conseil municipal, l'avocat Dr Pfälzer prend la parole et exige, avec des arguments détaillés, la protection des citoyens juifs contre l'inondation de la ville par des pamphlets antisémites. Le professeur Keller (Dem) a parlé dans les termes  les plus forts de la propagande empoisonnée des antisémites. Les porte-parole de la Deutschnationalen Fraktion ont déclaré être étrangers à la propagande antisémite, mais Schäfer du parti socialiste majoritaire et Eller, indépendant, les ont accusés de pratiquer un antisémitisme masqué. Le débat de plusieurs heures a conduit à une vive protestation contre les méfaits des colleurs d'affiches antisémites sur les maisons. Le maire adjoint, Fichtner, a expliqué que l'équipe de protection va être chargée de prendre des mesures contre ces colleurs téméraires.  »
En 1922, deux membres du Parti national du peuple allemand (DNVP)  de Weinheim refusent de siéger au conseil municipal, car un membre  du SPD décédé est remplacé par le Juif Sally Neu, commerçant en cuir. Ils accusent Neu de s'être approprié illégalement après la guerre des fournitures de l'armée.  Une procédure pénale est engagée qui blanchit totalement Neu.
Lors des élections de 1924, un quart des partis représentés à Weinheim, présente des programmes antisémites.    
Le 1er avril 1933, huit semaines après l'arrivée d'Hitler au pouvoir, les premières mesures officielles anti-juives sont décidées: boycott des magasins juifs et une semaine plus tard, les fonctionnaires juifs sont renvoyés. L'autorisation d'exercer pour les médecins et avocats juifs est redéfinie. Toute une série de lois vont se succéder rapidement qui directement ou indirectement vont pénaliser les Juifs.
En 1933, 168 personnes juives vivent toujours à Weinheim. Les nazis appellent au boycott des entreprises détenues par des Juifs. Celles-ci sont signalées par un cercle jaune sur leurs vitrines. En raison de la répression croissante, de la privation de leurs droits civiques, du boycott économique et de l'aryanisation de leurs biens, 102 habitants juifs quittent la ville dans les années qui suivent, la plupart émigre aux États-Unis, mais 25 d'entre eux s'installent dans d'autres villes allemandes. Les 45 derniers Juifs de Weinheim sont arrêtés dans la matinée du 22 octobre 1940 et déportés au camp de Gurs en France, puis transférés et assassinés au camp d'extermination d'Auschwitz. 
Le mémorial de Yad Vashem à Jérusalem a identifié 92 victimes juives du nazisme, parmi les personnes nées à Weinheim ou ayant résidé longtemps dans la ville.

## Histoire de la synagogue

### AuMoyen Âge
Une première synagogue existe dès le XIIIe siècle. Lors des massacres du 20 septembre 1298, perpétués par les hordes du chevalier Rindfleisch, la synagogue est brulée et de nombreux Juifs assassinés. Parmi eux le rabbin Mevorach ben Kalonymos, sa femme Bela, ses enfants Jehuda, Meschullam, Kalonymos et David, sa belle-mère, la sage Perla et ses enfants. On suppose que cette synagogue se situait dans la rue ultérieurement dénommée "Judengasse" (ruelle aux Juifs).
Dans la seconde moitié du XIVe siècle, quelques années après les massacres de la peste noire (1348-1349), une petite communauté juive se reforme. La seconde synagogue est construite au 15-17 Judengasse, dans une dépendance située dans le district de la cour de Büdingen. Elle est citée comme "Judenschule" en 1391, lors de l'expulsion des Juifs du Palatinat. En 1878, on découvre dans les remparts de la ville, un porche en pierre avec une inscription hébraïque. On suppose que c'était le porche d'entrée de la synagogue médiévale. Malheureusement, le site a ensuite été de nouveau muré.

### Les temps modernes
En 1683, les familles Mayer, Abraham et Mardochai, qui à l'époque forment le noyau de la communauté juive de Weinheim, envoient une requête à l'électeur pour obtenir son soutien pécuniaire pour la construction d'une synagogue. Devant son refus, le président de la communauté, Mayer Oppenheim et son fils Mordche, décident de faire construire la synagogue dans la Hauptstraße (actuellement au 143 Hauptstraße) en grande partie sur ses propres deniers. Ils offrent aussi à la synagogue un rideau brodé pour l'Arche Sainte et probablement aussi un lustre. Cette synagogue dans la Hauptstraße va servir pendant 300 ans de lieu de prière pour la communauté juive de Weinheim. 
Le bâtiment est rénové à plusieurs reprises. En 1792 et en 1802, la communauté consacre environ 800 florins pour la remettre en état. Néanmoins, en 1812, l'édifice est en un tel état de délabrement, que la synagogue est fermée par décision de police. La communauté ne peut rassembler les 1 420 florins nécessaires pour la construction d'un nouveau bâtiment et les offices se déroulent alors dans une salle provisoire dans la Hauptstraße.
Des conditions économiques plus favorables vers le milieu du XIXe siècle, permettent à la communauté dans les années 1860, de restaurer et d'agrandir le bâtiment de la synagogue de la Hauptstraße. On en  profite pour éloigner le pupitre de la Bimah et pour installer des bancs fixes. En 1888, la synagogue est de nouveau agrandie et l'espace pour la Soukka est incorporé dans la salle de prière.
Après la construction de la nouvelle synagogue, le bâtiment de l'ancienne synagogue est vendu le 18 janvier 1906 à des personnes privées, et une année plus tard, le 25 février 1907, le boulanger  Hermann Dell achète le bâtiment et y installe sa boulangerie. Des travaux importants sont exécutés, dont une refonte complète de la façade.

### Construction et inauguration de la nouvelle synagogue
Au début du XXe siècle, la communauté compte  environ 160 membres, et la vieille synagogue s'avère trop petite. En plus, le bâtiment présente un risque d'incendie élevé. Le conseil de la synagogue envisage alors la construction d'un bâtiment plus décent.  En 1905, la somme recueillie s'élève à 9 150 marks et la communauté décide alors d'acheter un terrain pour y bâtir la synagogue, situé au 5 Ehretstraße, pour la somme de 7 500 marks.
Le Conseil de la synagogue composé de MM Wolf Lehmann, Berthold Kaufmann et Ferdinand Rothschild et un comité de construction élu, composé de MM Sigmund Hirsch, Dr Moritz Pfälzer et Isaak Heil, sélectionnent le projet et les plans de l'architecte francfortois Max Seckbach. Le 7 juillet 1905 les premiers coups de pioche sont donnés par les six membres les plus âgés de la communauté. La première pierre est posée le 14 août 1905. Le document officiel du dépôt de la première pierre a été conservé.
Le coût du bâtiment, honoraires de l'architecte inclus, s'établit à 45 000 marks. Le financement est garanti par une hypothèque, la contribution du fond de construction, les quêtes, la vente de l'ancienne synagogue et un généreux don de la famille Hirsch, propriétaire de l'usine de cuir. Le bâtiment est inauguré le 2 août 1906. À neuf heures, un service d'adieu se déroule à l'ancienne synagogue, puis la communauté part en procession solennelle vers la nouvelle synagogue. Derrière une fanfare, les enfants d'âge scolaire et le chœur de la synagogue nouvellement formé, s'avancent la porteuse des clefs, les rabbins et les chantres, les porteurs de Torah, les membres du Conseil de la Synagogue et du comité de construction, l'architecte, les invités d'honneur, le responsable du chantier et les membres masculins de la communauté, descendant l'Ehretstraße, jusqu'au portail du nouveau lieu de prière. Les membres féminins de la communauté se sont déjà installés dans les galeries de la nouvelle synagogue.
La cérémonie d'inauguration est une fête pour toute la ville:
« [Le 2 août 1906] a eu lieu l'inauguration de la nouvelle synagogue. Le rabbin du district, Dr Pinkus de Heidelberg a prononcé le sermon d'ouverture qui a remué profondément tous les cœurs. L'après-midi, un diner de fête a été donné à la Pfälzer Hof, qui s'est parfaitement déroulé. Avant le début du repas, M. Hirsch, président du Conseil de la synagogue, au nom de la communauté juive, a souhaité la bienvenue à l'assistance dans son ensemble, et en particulier à messieurs les représentants des autorités et aux porte-parole des communautés voisines.

Le haut-conseiller grand-ducal Stockheim a transmis les félicitations du Ministère des cultes et de l'éducation, ainsi que de la communauté juive de Mannheim. Il a souhaité à la communauté juive locale de se développer, de s'épanouir et de prospérer. M.. Berthold Kaufmann, présenta alors un télégramme d'hommage au Grand-Duc, ainsi rédigé: "La communauté juive de Weinheim, rassemblée pour l'inauguration solennelle de leur nouvelle synagogue, présente ses hommages respectueux à son très cher et bien-aimé souverain, avec la promesse d'une loyauté indéfectible". Le même, plus tard, fera un exposé historique sur la communauté juive de Weinheim à des auditeurs très attentifs.
       
Ernst Karlebach de Heidelberg transmit les félicitations de la synagogue du district et de la communauté juive de Heidelberg et porta un toast à la communauté de Weinheim et à son conseil de la synagogue. Le bourgmestre Ehret exprima les remerciements des invités d'honneur, et les bons vœux du conseil municipal. Il souligna que la communauté juive a toujours contribué à maintenir la paix entre les religions. Et il leva son verre dans l'espoir qu'il en serait toujours ainsi. L'enseignant Maier, en tant que dernier orateur, exprima quelques mots de reconnaissance aux trois conseillers de la synagogue, MM Sigmund Hirsch, Berthold Kaufmann et Wolf Lehmann. Pendant le bal, arriva la réponse du Grand-Duc en provenance de Saint-Moritz, en ces termes: "Je remercie la communauté juive de Weinheim solennellement rassemblée de m'avoir manifesté son expression de loyauté". Le contenu du télégramme a été accueilli par des applaudissements bruyants, et le chœur entama d'un cœur joyeux l'hymne Salut, notre Prince, salut!. 

La nouvelle synagogue se trouve au centre de la ville et son décor rend sans aucun doute la rue plus distinguée. »

### Description de la nouvelle synagogue[4]

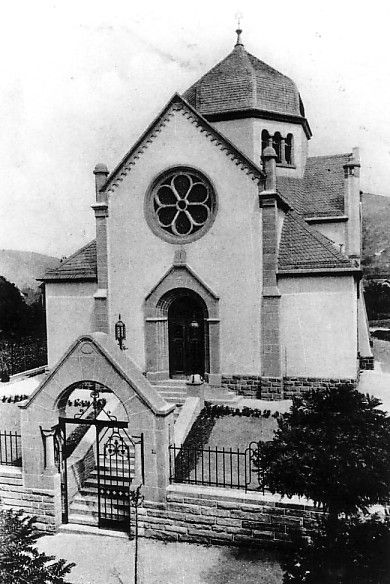
Façade principale de la synagogue

La synagogue se trouve en contre-haut au milieu d'un petit jardin entouré d'un mur de faible hauteur, surmonté d'une grille métallique. L'entrée à partir de l'Ehretstraße se fait par un portail grillagé à fronton triangulaire en béton, suivi de 18 marches pour atteindre la porte principale.
La synagogue de style néoroman, est bâtie selon un plan en croix grecque, avec les quatre bras d'égale longueur. L'aile ouest est un peu plus longue en raison du vestibule. Le bâtiment fait environ 14 mètres de large sur 17 mètres de long. Sur un des côtés, se trouve une  pièce pour l'officiant. La hauteur du bâtiment est d'environ 17 mètres.
Le bâtiment construit en béton est agrémenté d'éléments en grès autour de la porte, le contour de la rose ou les pilastres aux quatre coins. Le toit de la synagogue est recouvert de tuiles plates. La croisée du transept est couronnée par une petite tour octogonale, surmontée d'un dôme à huit pans, sur lequel est fixée une étoile de David.  En dessous du dôme, le tambour octogonal possède sur quatre de ses côtés des fenêtres triples avec des arcs de style roman.  
Sur trois des côtés de la synagogue, se trouvent une rose d'environ deux mètres de diamètre, la plus remarquable à remplage polylobé est située au-dessus de l'entrée, côté ouest, tandis que les deux autres, côtés nord et sud sont beaucoup plus simples.
La façade principale est encadrée de chaque côté par un pilastre en grès, surmonté d'un couronnement en forme de tour, que l'on retrouve dans de nombreuses synagogues construite à la même époque, et qui remémore les colonnes à l'entrée du Temple de Jérusalem. Au-dessus de l'entrée principale, les Tables de la Loi en pierre, identifie la synagogue. 

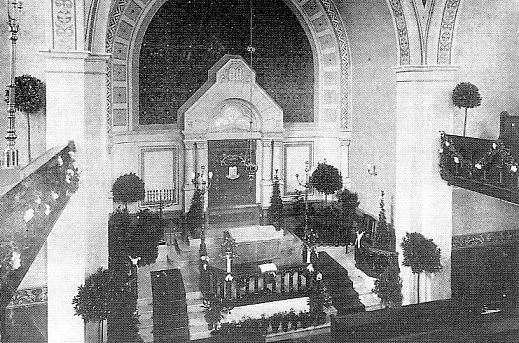
Intérieur de la synagogue

On pénètre dans le vestibule par la porte d'entrée de 2,5 mètres de large. À droite et à gauche du vestibule des toilettes, puis des escaliers menant au premier étage, où sont situées les galeries réservées aux femmes et la galerie pour le chœur de la synagogue avec l'orgue. Les deux galeries des femmes sont aussi accessibles directement de l'extérieur. Les femmes célibataires ne fréquentent généralement pas à la synagogue, et les femmes mariées rarement. Celles-ci s'assoient dans l'ordre de leur date de mariage.
Les hommes s'assoient au rez-de-chaussée sur des bancs qui font face à l'Arche Sainte. Celle-ci est située au centre du mur est et est encadrée de chaque côté par d'imposantes colonnes doubles avec des chapiteaux carrés ornés, supportant un fronton triangulaire couronné des Tables de la Loi. La porte du sanctuaire, où sont précieusement conservés les rouleaux de Torah, est en bois de chêne massif, et est cachée par un Parokhet (rideau) en velours brodé d'or. Le rideau est changé selon les fêtes. Il est blanc pour les Yamim Noraïm (les jours redoutables: Roch Hachana et Yom Kippour); bleu pour les Shalosh regalim (les trois fêtes de pèlerinage: Pessa'h; Chavouot, Souccot); lie de vin ou vert foncé pour les Chabbat.  À gauche de l'Arche, se trouve une Hanoukkia (chandelier à neuf branches, utilisé pour la fête de Hanoucca). On accède à l'Arche Sainte en montant cinq marches situées à droite et à gauche de la Bimah.
Devant l'Arche, pend la Ner Tamid (lampe éternelle). Les ornements en bronze, la Ner Tamid ainsi que les chandeliers sont l'œuvre du célèbre artiste Benno Elkan.
Les murs intérieurs de la synagogue sont peints. La surface du plafond voûté  en bleu moucheté d'or représente un ciel étoilé.

### L'architecte Max Seckbach[5]

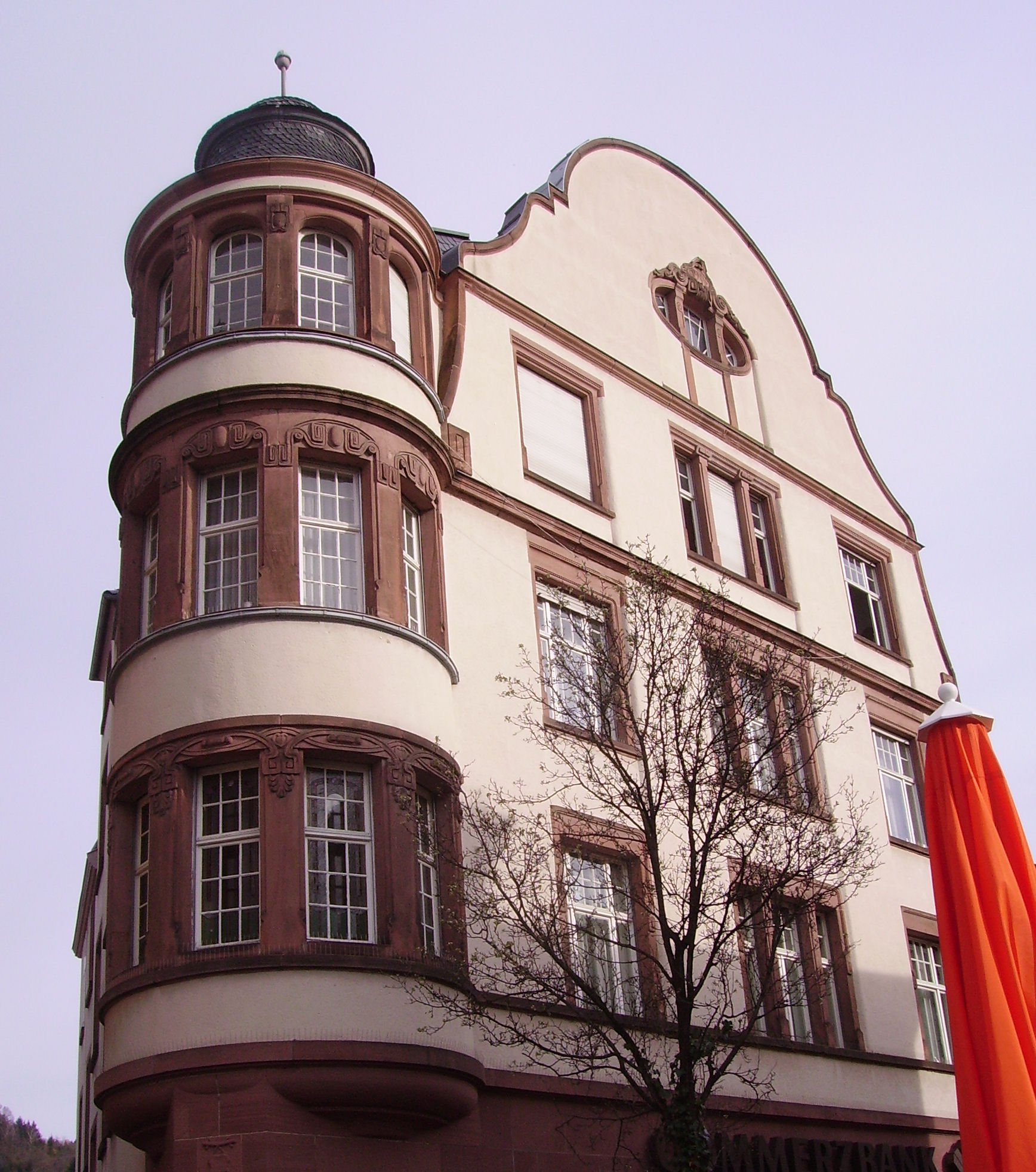
L'immeuble construit en 1906 pour Isaak Heil par Max Seckbach

Max Seckbach, né à Francfort-sur-le-Main le 14 février 1866 et décédé le 28 février 1922 dans la même ville, est le fils de Jakob Seckbach, un fabricant de trousse et de portefeuille. Il effectue des études d'avril 1883 à Pâques 1888 au collège technique/école d'architecture de Darmstadt, complétées peut-être par un stage à Munich. 
Il s'installe en 1895 comme architecte à Francfort, et en 1907, il épouse Amalie Buch (1870-1944) de Hungen en Hesse. Ils n'auront pas d'enfants. Il est membre de la communauté juive de Francfort.
Il construit de nombreuses maisons de rapport, dont un grand nombre seront endommagées ou détruites pendant la Seconde Guerre mondiale.
En 1905, il est chargé de restaurer la synagogue de Bad Homburg près de Francfort (actuellement Bad-Homburg), construite en 1866 et située dans la Wallstraße. Après la construction de la synagogue de Weinheim, il sera chargé de construire la synagogue de Memmingen en 1908 et celle de Lucerne en Suisse en 1911.
À Weinheim, en plus de la synagogue, il construit en 1906, au 63 Hauptstraße, l'immeuble d'habitation et de commerce d'Isaak Heil, négociant en textile. Ce bâtiment d'angle représentatif est classé et occupé actuellement par la Commerzbank. 
Seckbach est enterré au cimetière juif de la Rat-Beil-Straße à Francfort.

### Destruction de la synagogue et commémorations
La synagogue ne restera que 32 ans le centre de la vie juive à Weinheim. Au matin du 10 novembre 1938, la synagogue est envahie par des membres de la SA qui saccagent l'intérieur avec des haches et des pioches, récupérant tous les objets de valeur, puis la font sauter en faisant exploser une charge de 25 kilos de Donarite – Gélatine. Les pompiers ont eu l'interdiction d'intervenir.
Au même moment, dans le centre-ville, les vitrines des magasins appartenant aux Juifs sont brisées et les marchandises pillées. Les hommes juifs sont arrêtés et envoyés au camp de concentration de Dachau, où ils seront retenus prisonniers plusieurs semaines.
En avril 1939, la communauté juive est sommée de déblayer à sa charge les ruines de la synagogue, mais ceci ne sera fait que très tardivement. Le contrat de démolition de la synagogue est donné à l'entreprise Friedrich Reiboldt, celle-là même qui avait en 1905-1906 entrepris les travaux de déblaiement et de maçonnerie.
Jusqu'en 1942, le terrain de la synagogue appartient à la Reichsvereinigung der Juden in Deutschland (Association nationale des Juifs en Allemagne), en tant que successeur légal de la communauté juive de Weinheim. Le 30 avril 1942, le terrain est vendu à un particulier. Après la guerre, le terrain est saisi par l'administration militaire américaine et par la Jewish Restitution Successor Organization (JRSO). Le terrain est alors en très mauvais état et le conseil municipal doit le nettoyer de façon que vu de la rue, celui-ci paraisse en état convenable.
La reconstruction d'une synagogue n'est pas envisageable, car il n'y a plus de communauté juive à Weinheim. En 1950, le terrain devient donc définitivement la propriété de l'ancienne acheteuse.  La municipalité n'est pas mise au courant de la vente par le JRSO, ce que le bourgmestre Engelbrecht regrette particulièrement, car il espérait y élever un mémorial digne de Weinheim, car lui-même de mère juive, avait été victime des persécutions raciales.
Dès 1953-1954, le terrain autrefois occupé par la synagogue est bâti. En 1967, une plaque commémorative rappelant le destin de la synagogue est fixée sur l'immeuble du bureau du cadastre au 14 Ehret-Straße, et en 1988 elle est transférée sur le bâtiment de l'université populaire de la Badische Bergstraße, au 1 Luisenstraße (au coin de l'Ehret-Straße), car le propriétaire de l'immeuble du 5 Ehret-Straße, site exact de synagogue, refuse qu'on y appose une plaque:
«  IN DIESER STRASSE STAND DIE SYNAGOGE DES ISRAELITISCHEN GEMEINDE WEINHEIM.
 SIE WURDE AM 8 NOVEMBER 1938 UNTER DER HERRSCHAFT DER GEWALT UND DES UNRECHTS ZERSTÖRT. 

Dans cette rue se trouvait la synagogue de la communauté juive à Weinheim. 
Elle a été détruite le 8 novembre 1938 sous le règne de la violence et de l'injustice. »
Il doit être noté que la date mentionnée sur la plaque (8 novembre 1938) est fausse. La synagogue a été détruite le 10 novembre 1938.
En plus, à l'extrémité de l'Ehret-Straße, un monument est érigé en 1999 à la « mémoire des victimes des violences, de la guerre et des persécutions ». Ce mémorial est principalement destiné à commémorer les victimes des années 1933 à 1945, mais aussi toutes les autres victimes de violence, de guerre et de persécution. Une cérémonie se déroule régulièrement tous les 9 novembre.